# Ytteråkerö
Ytteråkerö är en bebyggelse i Leksands socken, Leksands kommun i Dalarna. SCB klassade Ytteråkerö som en småort mellan 1995 och 2015 för att därefter räkna den som en del av tätorten Häradsbygden.

## Historia
Byn omtalas första gången i årliga räntan 1539. Den försvunna byn Utby som var grannby redovisas med 2 skattebönder. De båda byarna har i olika längder uppenbart inte skilts åt så tydligt, och eftersom alla byar väster om Dalälven i det här området flyttat på sig under århundradena, ibland flera kilometer, har byläget inte varit helt tydligt. År 1549 redovisas 5 skattebönder under Yteråkerö. Mantalslängden 1669 redovisar 9 hushåll i Ytteråkerö, och Holstensson karta från samma år visar 7 gårdstecken. Enligt fäbodinventeringen 1663-64 hade Ytteråkerö andel i Gränsbergs fäbodar.
Mantalslängden 1830 redovisar 17 hushåll för Ytteråkerö, och 3 för Tomt – en mindre grannby som idag kommit att uppgå i Ytteråkerö, något som dock troligen är i underkant. Storskifteskartan anger 28 gårdar i Ytteråkerö och 4 i Tomt. Det stämmer bättre med 1856 års mantalslängd som upptar 32 hushåll i Ytteråkerö och 3 i Tomt. 1896 upptas 33 hushåll i Ytteråkerö och 5 i Tomt.

### Befolkningsutveckling
| Befolkningsutvecklingen i Ytteråkerö 1990–2010 | Befolkningsutvecklingen i Ytteråkerö 1990–2010 | Befolkningsutvecklingen i Ytteråkerö 1990–2010 | Befolkningsutvecklingen i Ytteråkerö 1990–2010 | Befolkningsutvecklingen i Ytteråkerö 1990–2010 |
| --- | ---------------------------------------------- | ---------------------------------------------- | ---------------------------------------------- | ---------------------------------------------- |
| |                                                |                                                |                                                |                                                |
| År |                                                |                                                | Folkmängd                                      | Areal (ha)                                     |
| 1990 | 1990                                           |                                                | 45                                             | 10##                                           |
| 1995 | 1995                                           |                                                | 57                                             | 10#                                            |
| 2000 | 2000                                           |                                                | 51                                             | 10#                                            |
| 2005 | 2005                                           |                                                | 56                                             | 10#                                            |
| 2010 | 2010                                           |                                                | 62                                             | 10#                                            |
| Anm.: Ny småort 1995, uppgick 2015 i tätorten Häradsbygden # Som småort. ## Befolkningen 31 december 1990 inom det område som avgränsades som småort 1995. |                                                |                                                |                                                |                                                |